# Каллиник III
Каллиник III (греч. Καλλίνικος Γ΄; ум. 19 ноября 1726 года, Константинополь) — патриарх Константинопольский.

## Биография
Родился на острове Наксос.
С 1718 года был митрополитом Ираклийским. Был одним из самых образованных клириков своего времени, славился искусством проповеди, знанием Священного Писания и философии.
Намеривался занять Константинопольский патриарший престол и организовал заговор против Иеремии III.
В ночь на 19 ноября 1726 года в его доме в Константинополе тайно собрались противники Иеремии III и провозгласили патриархом Константинопольским Каллиника III. В тот же день на рассвете скончался от инсульта. Следующим патриархом стал Паисий II, в 1732 году на престол вернулся Иеремия III.